# Kniven på hovedet (udstilling)
Kniven på hovedet var en billedkunstudstilling, der afholdtes på Tranegården i Gentofte i 1982. Udstillingen var gennembrud for nogle af de malere, der siden er blevet kendt som De unge vilde. Udstillingen var inspireret af den nye punkinspirerede maleri-scene, der var opstået i Berlin og Köln under navnet Junge Wilde og af den italienske søsterbevægelse Transavantgarden.
De udstillende kunstnere var:
- Anette Abrahamsson
- Peter Bonde
- Peter Carlsen
- Claus Carstensen
- Kristian Dahlgård Larsen
- Dorte Dahlin
- Berit Jensen
- Søren Jensen
- Steen Krarup
- Kehnet Nielsen
- Jens Nørregård
- Nina Sten-Knudsen